# متز، میشیگان
متز (به انگلیسی: Metz Township) یک منطقهٔ مسکونی در ایالات متحده آمریکا است که در Presque Isle County واقع شده‌است.
 متز ۹۲٫۸ کیلومتر مربع مساحت و ۳۳۱ نفر جمعیت دارد و ۲۳۸ متر بالاتر از سطح دریا واقع شده‌است.